# 多米尼克·蒂姆
多米尼克·蒂姆（德語：Dominic Thiem，發音:[ˈdɔmɪnɪk ˈtiːm]，昵稱：Domi，1993年9月3日—），已退役的奧地利职业網球選手。2020年，他獲得美網冠軍，也是他第一個大滿貫冠軍。凭借这场胜利，蒂姆成为第一位1990年代出生的获得大满贯单打冠军的男性球员，也是第一位赢得美国公开赛单打冠军的奥地利人。他此前曾三次进入大满贯决赛，2018、2019年殺入法網冠軍戰对阵拉斐尔·纳达尔，以及2019年澳大利亚网球公开赛上对阵诺瓦克·德约科维奇获得亚军。蒂姆还在2019年和2020年ATP总决赛中获得亚军，分别输给了斯特凡诺斯·齐齐帕斯和丹尼尔·梅德韦杰夫。
2020年3月2日，ATP世界男单排名创新高至第三位，其戰績為奧地利網球史上最佳之一。
蒂姆很早就充分展示其網球天賦。青少年時期初觸ITF青少年網球巡迴賽，世界排名第二。其後獲得三項冠軍頭銜，包括鄧洛普橘子碗国际网球锦标赛冠軍。自2011年轉戰職業網球至今，蒂姆共獲八個ATP巡迴賽單打冠軍頭銜。2016年及2017年法國網球公開賽，蒂姆不但勇闖半決賽，2017年法網八強賽中還成功擊退2016年法網半決賽不敵之諾華克·祖高域，實現甜蜜復仇。2016年及2017年為蒂姆漸入佳境年，不但於男單世界前十穩占一席之位，而且在2016年及2017年間，蒂姆寫下了與時下「網壇四巨頭」對賽中均曾取得勝利之記錄。
2024年5月，蒂姆宣布将在2024年赛季结束后退役。2024年10月22日，蒂姆在本土举行的2024年维也纳网球公开赛上最后一次亮相职业赛场，他在首轮比赛中负于意大利选手卢恰诺·达尔德里，完成职业生涯最后一场比赛。

## 个人生活
蒂姆出生在奧地利首都維也納的一個網球之家。蒂姆父親Wolfgang Thiem、母親Karin Thiem均為專業網球教練。因此，蒂姆與生俱來與網球結下不解之緣。網球場也就成為他童年遊樂場。蒂姆從小就展露網球天賦，在網球氛圍薰陶、父母專業指導與精心栽培下，9歲師從奧地利網球教練岡特•佈雷斯尼克 起，蒂姆在網球之路上漸露鋒芒。

## 網球生涯

### 早期
蒂姆9歲開始師從奧地利教練岡特•佈雷斯尼克。其實，早於蒂姆3歲時，他們已彼此認識。緣於1997年起蒂姆的父親Wolfgang開始在岡特•佈雷斯尼克創辦的位於維也納的網球學校當網球教練。
蒂姆在初觸ITF青少年網球賽ITF Junior最高世界排名第二（單打及雙打混合計）。2011年他成功進入法國青少年男子公開賽決賽，經過3盤比賽，僅僅輸給了比約恩•弗拉坦傑洛，勇奪亞軍 。蒂姆在結束他青少年網球生涯前再奪三個單打冠軍頭銜，最終榮獲著名的鄧洛普橘子碗国际网球锦标赛冠軍。這不僅為其青少年網球生涯寫上完美的句號，而且為職業網球生涯打下了夯實的基礎，從此蒂姆踏上燦爛奪目的職業網球之路。

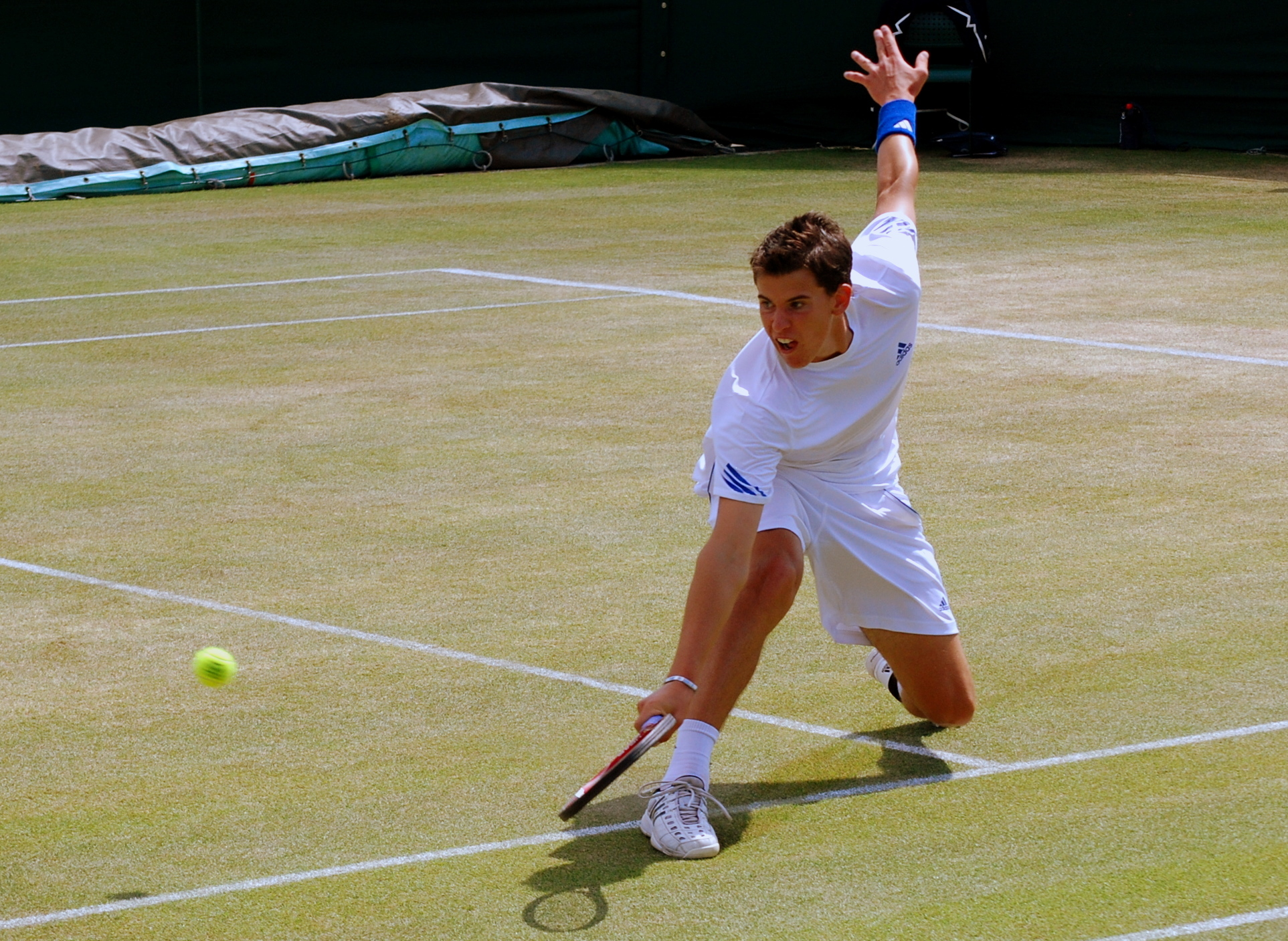
蒂姆在2011年

### 2011年
蒂姆獲得外卡參加基茨比厄爾、曼谷和維也納正選賽。在維也納，蒂姆戰勝史提夫•達爾西斯從而獲得他職業生涯ATP首場比賽勝利，惜第二圈不敵梅士達。

### 2013年
2013年，蒂姆獲外卡參加奧地利基斯布赫網球公開賽（2013 Bet-at-home Cup Kitzbühe]）會內賽，這次他在第二圈擊敗4號種子選手于爾根·梅爾策成功首闖八強賽。賽中不敵阿爾伯特•蒙塔涅斯。奧地利第一儲蓄銀行公開賽（2013 Erste Bank Open）蒂姆進入他當年第二個ATP 250賽八強賽，惜直落三盤不敵當時的頭號種子威爾佛裡德•松加。

### 2014年

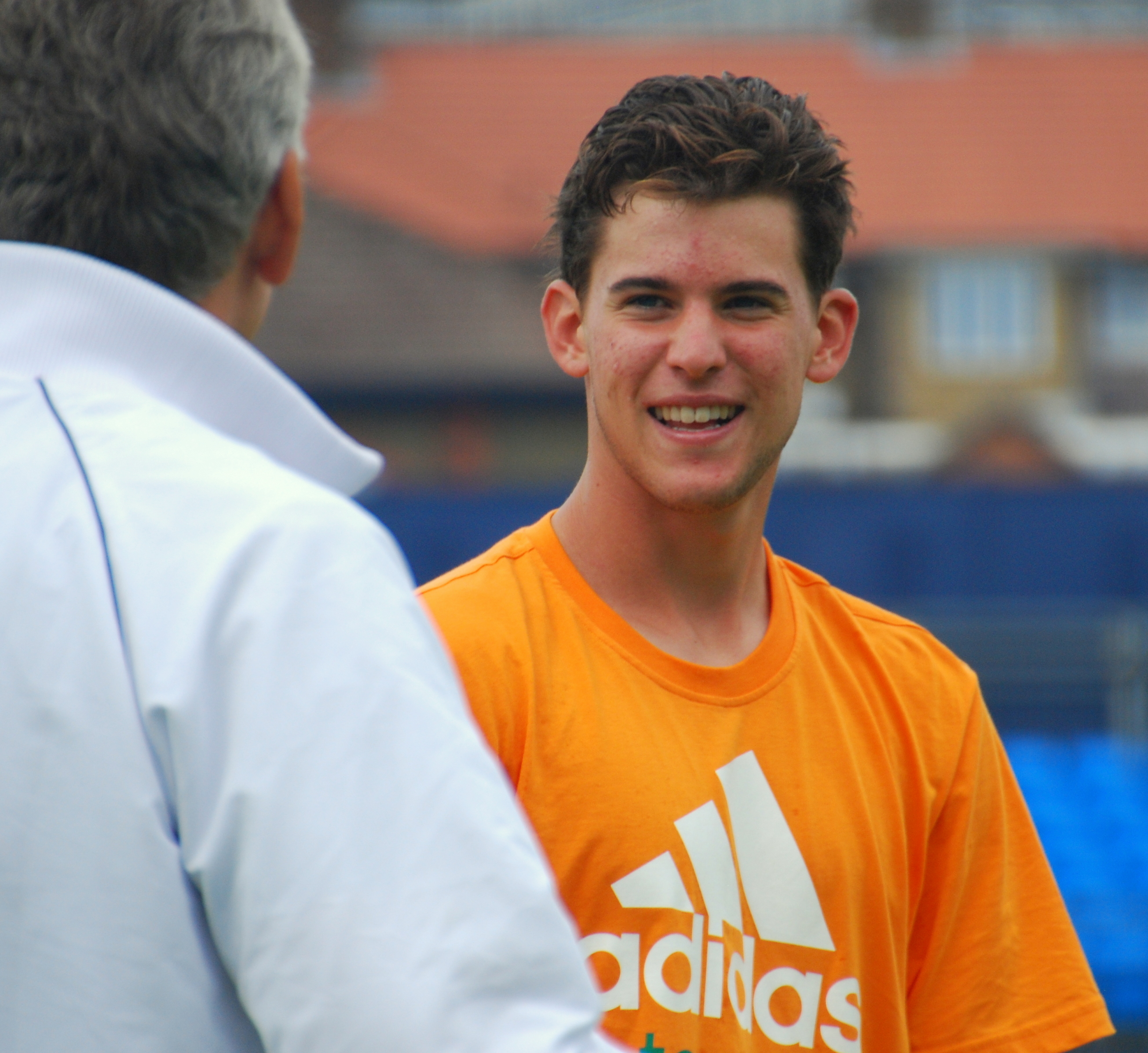
蒂姆在2014年

蒂姆在卡塔爾美孚石油公開賽（2014 Qatar ExxonMobil Open）經過三圈資格賽爭得正選賽入場券，但在首圈不敵彼得•高若尼茲克。在澳洲網球公開賽中，蒂姆在資格賽順利通過三圈並擊敗2號種子馬丁•克裡贊]入閘正選賽。蒂姆在第一圈經過四盤成功擊敗喬奧•索薩，取得他大滿貫之旅首個勝利。之後，直落三盤屈於19號種子凱文•安德森。
荷蘭鹿特丹ABN AMRO世界網球錦標賽（[2014 ABN AMRO World Tennis Tournament），蒂姆在資格賽中擊敗奇雲·安達臣 (網球運動員)
和阿德里安•西柯拉勇闖正選賽，此為他職業生涯中首次打進ATP500賽事。蒂姆在第一圈直落三盤擊敗對手亞爾科•涅米寧，昂首進入第二圈後，惜直落三盤不敵安迪•莫瑞，此前兩人第二次交手。
美國印第安巴黎銀行公開賽（2014 BNP Paribas Open），蒂姆資格賽列6號種子然後進入正選賽。此為蒂姆職業生涯首進大師1000賽，第一圈他與美國資格賽選手丹尼爾•科薩科夫斯基交手。蒂姆表現卓越進入第二圈，面對前世界排名第六的21號種子法國人吉爾•西蒙，未失一盤而贏得該仗。之後第三圈兩盤負於法國人儒利安•貝內托。
之後一周，在美國邁阿密索尼愛立信公開賽（2014 Sony Open Tennis），蒂姆通過資格賽進入正選賽。第一圈他未失一盤戰勝盧卡斯•拉索爾。第二圈經歷艱辛兩盤比賽憾不敵托米•羅佈雷多。
蒂姆獲得外卡進入摩納哥蒙特卡洛勞力士大師賽（Monte Carlo Rolex Masters）正選賽。但第一圈他直落三盤輸給法國選手尼古拉•馬俞。之後一週，他通過兩輪資格賽進入西班牙薩巴代爾銀行巴賽隆納公開賽（2014 Barcelona Open Banc Sabadell）正選賽。第一圈，蒂姆不丟一盤戰勝老將拉德克•史坦帕尼克，第二圈擊退馬塞爾•格拉諾勒斯，第三圈不敵聖地亞哥•希拉爾多。
西班牙馬德里公開賽（2014 Mutua Madrid Open），此為蒂姆2014年第七次通過資格賽進入正選賽。第一圈，蒂姆擊敗德米特裡•圖爾蘇諾夫]]成功進入第二圈，並在第二圈取得他職業生涯的重大勝利——以直落三盤的成績擊敗當時世界排名第三瑞士選手斯坦•瓦林卡。在法國公開賽（2014 French Open），蒂姆不失一盤擊敗法國選手保羅-亨利•馬蒂厄，可惜，第二圈不敵當時世界第一並爭取衛冕的拉斐爾•納達爾。
其後，蒂姆在倫敦皇后杯（2014 Aegon Championships）中第一圈不敵比利時選手大衛 戈芬。接著蒂姆在倫敦溫布頓網球錦標賽（2014 Wimbledon Championships）輸掉與澳大利資格賽選手盧克•薩維爾第一圈四盤的對賽，這是蒂姆該年第二個草地賽失利。
溫布頓賽之後，蒂姆參賽漢堡德國網球冠軍賽（2014 International German Open）他不失一盤戰勝吉利•維斯利，並直落三盤擊敗八號種子選手馬塞爾•格拉諾勒斯，第三圈不敵萊昂納多•梅耶爾。在瑞士舉行的法國農業信貸銀行瑞士公開賽（2014 Crédit Agricole Suisse Open Gstaad），蒂姆被列八號種子，此為蒂姆職業生涯首次以種子身份參加ATP巡迴賽。惜第一圈不敵外卡選手維克多•特羅伊茨基。
在母國奧地利基斯布赫bet-at-home杯賽（2014 Bet-at-home Cup Kitzbühel），蒂姆以五號種子身份出賽。在八強賽中，不失一盤擊敗衛冕冠軍2號種子馬塞爾•格拉諾勒斯。接著，蒂姆擊敗胡安•摩納哥而獲得他第一個ATP250賽世界巡迴賽決賽權，這一年蒂姆二十歲。決賽中，儘管蒂姆已萬事具備，惜只欠戰勝該賽冠軍大衛 戈芬，獲得該賽亞軍頭銜。
完成多倫多和辛辛那提大師賽首輪賽事後，蒂姆第一次參加美國公開賽。他成功打進第四圈，在不敵6號種子托馬什•貝爾迪赫前，他連續戰勝盧卡斯•拉科、11號種子厄內斯特•古爾比斯和19號種子費利西亞諾•洛佩斯。

### 2015年

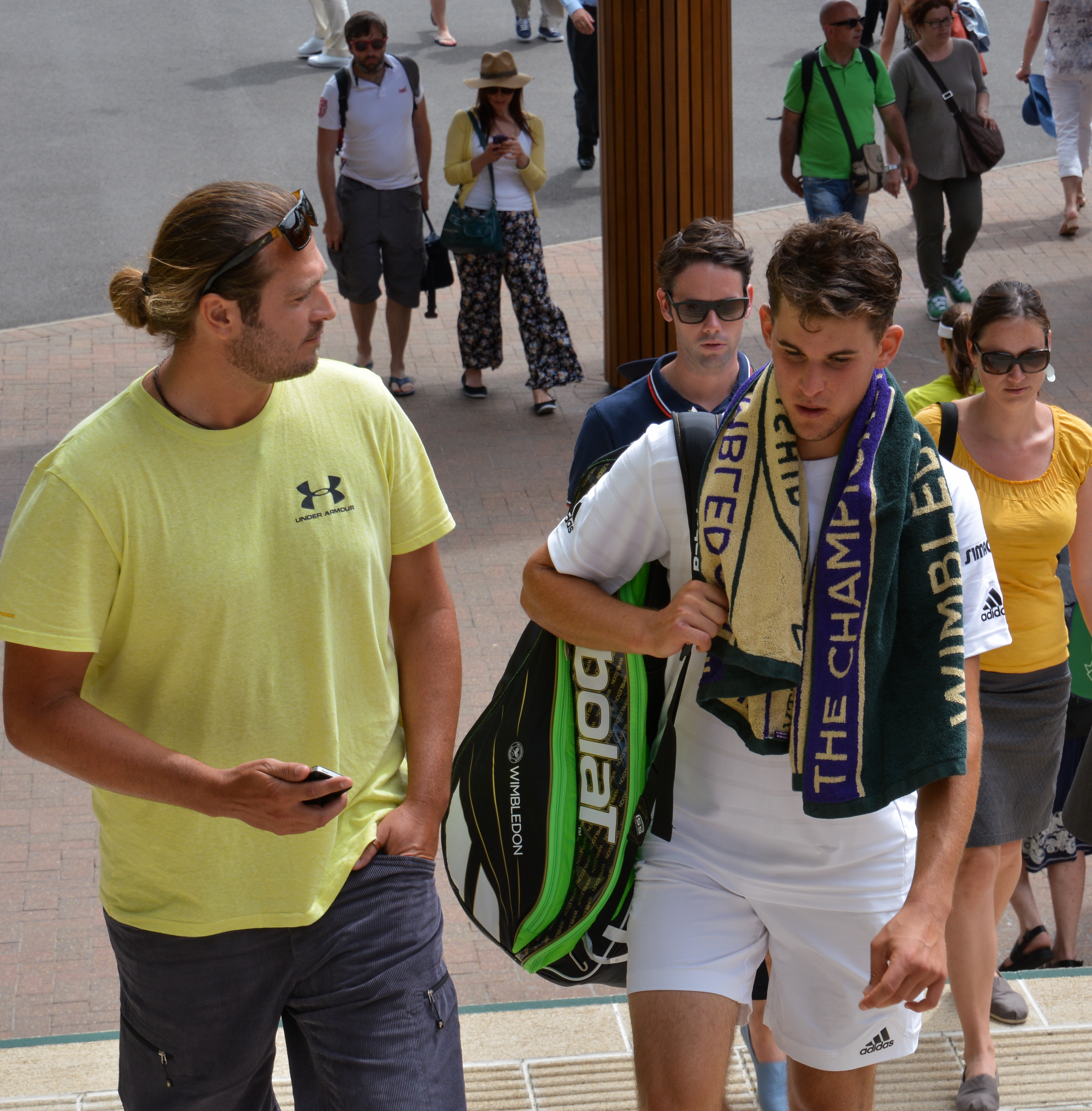
蒂姆在2015年

在2015年澳大利亞公開賽（2015 Australian Open），蒂姆在第一圈不敵羅伯托•包蒂斯塔•阿古特。在荷蘭鹿特丹，他第一圈擊敗厄內斯特•古爾比斯，但第二圈不敵謝爾蓋•斯坦高夫斯基。在法國馬賽，他戰勝喬奧•索薩和大衛 戈芬並成功取得八強賽決賽席位。賽中不敵Bautista Agut。其後一周在阿聯酉杜拜，蒂姆再次在第一圈不敵西班牙人。其後，美國邁阿密公開賽蒂姆連續擊敗迪亞哥•斯巴斯蒂安•施瓦茨曼, 費利西亞諾•洛佩斯, 傑克•索克 和阿德里安•曼納裡諾後，直闖八強賽，但三盤不敵英國人安迪•莫瑞。義大利羅馬大師賽，蒂姆戰勝吉爾•西蒙，進入第三圈，之後屈於瑞士人斯坦•瓦林卡。
在法國尼斯公開賽，蒂姆再此贏得他首個職業ATP巡迴賽冠軍頭銜，他冠軍之路中途狂掃尼克•基爾喬斯、厄內斯特•古爾比斯 和 約翰•伊斯內爾。決賽中，蒂姆清脆俐落直落三盤降服阿根廷選手萊昂納多•梅耶爾。初嘗ATP冠軍頭銜，在捧起獎杯一刻，難掩心頭之喜悅。那一年，蒂姆二十一歲。世界排名42位。賽後蒂姆難掩心中喜悅興奮地表示：“這實在是太特別了！我的第一個冠軍！這不僅僅是冠軍，而且整場比賽我都打得非常棒。萊昂納多發揮也很出色。我一直堅持到最後一刻。我想這是我人生中打得最好的比賽之一。” 蒂姆接著激動及深情地說道：“第一個冠軍，我將永遠銘記心中，我將永遠銘記尼斯於心中！” 
2015年梅賽德斯杯（2015 Mercedes Cup），蒂姆以7號種子身份展開他當年的草地賽事。第一圈他不敵資格賽選手米沙•茲韋列夫。德國哈雷加里韋伯公開賽（2015 Gerry Weber Open），蒂姆再次面對另一個第一圈失利，對手為2號種子錦織圭。其後，蒂姆以7號種子身份參賽英國諾丁漢公開賽（2015 Aegon Open Nottingham），首戰輪空進入第二圈。他以輕鬆姿態戰勝馬利克•查斯利，這是蒂姆2015年第一場草地賽勝仗。但第三圈不敵亞歷山大•多爾戈波洛夫。倫敦溫布頓（2015 Wimbledon Championships）蒂姆列32號種子，標誌著他首次以種子身份出現在大滿貫賽事。四盤比賽，蒂姆首圈擊敗以色列人對手杜迪•塞拉。此賽立下蒂姆溫布頓首個勝利里程碑。第二圈，經過艱苦的5盤對抗，蒂姆不敵費爾南多•貝爾達斯科，雖然蒂姆曾一度領先盤數2:1。蒂姆以此完成他該年第三個大滿貫賽事。
溫布頓之後，蒂姆以4號種子身份參賽克羅地亞公開賽（2015 Croatia Open Umag），首戰輪空進入第二圈。然後，接連橫掃杜尚•拉約維奇和同胞德烈斯•海德爾-毛瑞爾（兩人均因傷中途退賽），直奔半決賽。在先失一盤後反勝加埃爾•孟菲爾斯並贏得他職業生涯的第三個決賽席。決賽中，蒂姆不失一盤戰勝葡萄牙人喬奧•索薩，繼法國尼斯站後蒂姆獲得他ATP世界巡迴賽的第二個冠軍頭銜。 奪冠之後，蒂姆成為繼1995年首位奪得克羅地亞公開賽冠軍的同胞木斯特後的第二位奧地利人。賽後蒂姆興奮表示：“這一周我非常高興能在半決賽和決賽中都有所提升。我今天沒有犯錯不多......我參加過這裡的青少年比賽，現在能在同一賽場奪冠，感覺非常特別。”蒂姆接著說，“今晚我將會和朋友們一起晚餐好好慶祝。我不會舉辦大型的派對，因為明天我還要開車八小時去格斯塔德。”
一週之後，蒂姆在法國農業信貸銀行瑞士公開賽2015 Swiss Open Gstaad，在決賽中戰勝大衛 戈芬，此仗讓蒂姆獲得他第三個ATP世界巡迴賽冠軍頭銜，這是他首次淺嘗比賽連續獲勝碩果。至此，該年蒂姆已經分別在三站ATP250賽比賽中奪冠，並在該級別賽事中取得了13連勝。蒂姆在賽後表示：“我今天接發球和發球都表現很好，這對於面對一個接發很優秀的對手來說，至關重要……每一個冠軍都是特別的。對於我家人這周能到現場支持我感到非常高興。這是一項了不起的比賽，這裡也是一個美麗的地方。”這次比賽的獲勝，把蒂姆ATP世界排名推至新高——世界排名21位。
其後，蒂姆以頭號種子身份參加在他母國舉辦的bet-at-home杯（2015 Generali Open Kitzbühel）。這是他首次以頭號種子身份參加ATP巡迴賽。首圈輪空，接著蒂姆奮力廝殺避免再嘗過早出局滋味。結果，他直落三盤擊敗德烈斯•海德爾-毛瑞爾，雖然失掉一盤但成功破發最後取得勝利。八強賽中於阿爾伯特•蒙塔涅斯交手，在第二盤第五局對手因傷退賽。半決賽中，儘管他贏了10局，但仍以2盤失利於德國人菲力浦•科爾施賴伯，此地此仗為蒂姆兩周內連續三嘗決賽失利滋味。不過，此賽後，蒂姆首次進入世界前20名，此刻，他登上職業生涯排名新高——第18位。

### 2016年

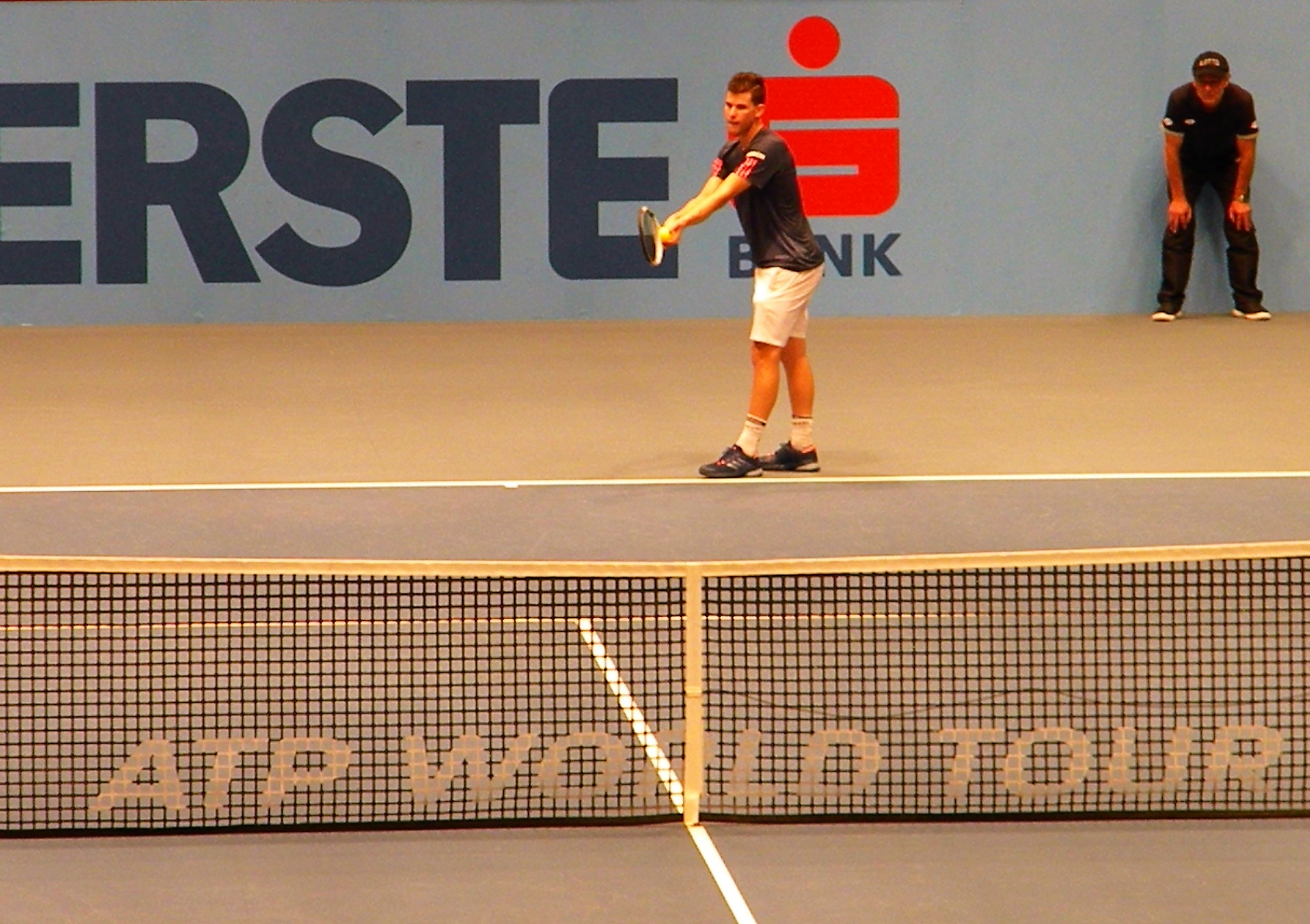
蒂姆在2016年

2016年，蒂姆從打進澳大利亞布里斯本戶外硬地賽半決賽展開其該年巡迴賽之旅。他連續擊敗三名選手詹姆斯•達克沃思、鄧尼斯•庫德拉和世界排名13的馬林·契利奇，可惜在半決賽直落三盤不敵羅傑·費德勒。
接著，蒂姆在悉尼公開賽中首輪輪空直接進入第二圈對決吉爾•穆勒，遺憾因右腳問題被迫中途退賽[5]。
在澳大利亞公開賽中，蒂姆氣勢如虹直闖第3圈。在不敵世界排名16的大衛·戈芬前，他成功擊退了萊昂納多•梅耶爾和尼古拉斯•阿爾瑪格羅。
在緊接著的阿根廷公開賽（Argentina Open）中，蒂姆被列為5號種子，連敗巴勃羅•卡雷尼奧-巴斯達、蓋斯托•埃利亞斯 (挽回一個賽點)和杜尚•拉約維奇，然後在準決賽中，生涯首度擊敗“紅土之王”、該賽頭號種子、世界排名第5及衛冕者拉斐爾·納達爾，最終在決賽中以直落三盤戰勝尼古拉斯•阿爾瑪格羅，獲得他第四個ATP冠軍頭銜。“這是我生涯最有分量的冠軍。因為這項賽事的陣容很強勁。”世界前二十最年輕的選手蒂姆賽後興奮地表示，“需要一些運氣才能在這些賽事中走到最後。這也許是職業生涯中最美好的一周了。面對頂尖球員，你必須掌握主動。不然的話你只能是亞軍命。
下一站，蒂姆轉戰巴西里約公開賽（Rio Open）。他連續擊敗巴勃羅•安杜哈爾和迪亞哥•斯巴斯蒂安•施瓦茨曼而進入八強賽。此刻已經可以肯定的是，蒂姆在兩週內成功第二次擊敗世界排名前10選手而進入半決賽。這次對手為大衛•費瑞爾。賽後，蒂姆表示：“這是我網球生涯最棒的比賽”。然而，半決賽中他爆冷不敵世界排名71的吉多•佩拉，此仗他表現有點疲態。然而，蒂姆因連續卓越表現的兩場比賽而備受外界關注。2016年2月22日，他登上職業生涯新高排名：世界第15位，而且他被評為“ATP Mover of the Week"。[7][8]
二月份，蒂姆在阿卡普爾科墨西哥公開賽Mexican Open，他贏得他第一個硬地冠軍頭銜，此前，他已經擁另外4個冠軍頭銜。他的奪冠之路出現達米爾•德祖赫, 德米特裡•圖爾蘇諾夫, 格裡戈爾•迪米特洛夫, 薩姆•奎裡和伯納德•托米奇，均被他成功一一瓦解。這是蒂姆第一個ATP500賽和三週內第二度戴上最終勝利者的皇冠。此仗勝利後，2月29日，蒂姆把他職業生涯排名推至另一個新高位置——世界排名第14位[8][9]。在倫敦的比賽中，他升至第三。
3月初，蒂姆率隊在奧地利舉辦的室內硬地賽——Austria's Davis Cup Group I。第一場對賽葡萄牙隊。單打比賽中，蒂姆對賽熟悉的對手蓋斯托•埃利亞斯，結果5盤搶七拿下。雙打中夥拍同袍亞歷山大•佩亞對賽蓋斯托•埃利亞斯和喬奧•索薩，同樣經過5盤激烈競賽後拿下。第二場單打賽，蒂姆不失一局拿下佩德羅•索薩，讓奧地利無懈可擊地以3：1領先，最後奧地利隊4:1獲勝。通過隨後的比賽，蒂姆又創造了他世界排名的里程碑，那年3月7日，他世界排名爬升至13位。
接著，蒂姆參加Indian Wells的戶外硬地賽。他擊敗了Jozef Kovalík，錄得他“本年贏得第21個勝局” [12]，而傑克•索克之前輸給世界排名第9的若-威爾佛裡德•松加。
3月下旬，蒂姆參加邁亞蜜Miami 戶外硬地賽。在不敵當時世界排名第1及衛冕冠軍的諾瓦克•喬科維奇前，他成功擊退了山姆•格羅斯和西岡良仁。此賽，蒂姆打出15個破發點，可惜勝者為表現更佳的一方。
4月上旬，蒂姆出賽法國公開賽（Monte-Carlo Masters）。在不敵傷癒複出的拉斐爾•納達爾 前，他同樣以不失一盤的表現擊敗了楊-萊納德•史卓夫和丹尼爾太郎。
4月下旬，在ATP250賽德國慕尼克Munich戶外泥地賽事中，蒂姆成功直搗決賽。他連續擊敗聖地亞哥•希拉爾多、伊萬•多迪格和ATP 排名前50的最年輕選手亞歷山大•茲維列夫。決賽中，他對賽好朋友菲力浦•科爾施賴伯，他成功挽回了2個盤點但最後直落3盤輸掉該場比賽。賽後蒂姆表示：“對於我來說，這是一場令人痛苦的比賽，但是菲力浦今天表現較為出色，所以，他值得贏出這場比賽……我已經贏得了決賽（我已經打進了）……此刻我輸了。這沒什麼，特別對手是菲力浦。”[14]
之後轉戰義大利公開賽Italian Open，蒂姆第一圈雖於第二盤失利最終戰勝亞歷山大·多爾戈波洛夫。第二局再勝喬奧•索薩。第三圈橫掃受到背傷困擾的費德勒，也迎來了他第4次戰勝世界前10名選手的記錄。八強賽中，蒂姆直落三盤失利於6號種子錦織圭。
接著蒂姆再回去年他勇奪職業生涯首冠的法國尼斯公開賽，蒂姆所向披靡不受考驗直接殺進決賽。決賽中不失一盤讓亞歷山大·茲維列夫俯首稱臣，蒂姆也就成功衛冕，再奪此站冠軍頭銜。此仗之勝利，讓蒂姆成為當年第10位獲得ATP巡迴賽冠軍頭銜，尼斯賽事七年歷史以來第二位衛冕成功之選手。“這是難以置信的偉大的一周。”賽後蒂姆表示，“我第一次衛冕成功，我做到了……”。難掩新生代選手衛冕後之欣喜。
在法國公開賽French Open，蒂姆首次勇闖男單半決賽，途中他擊敗伊尼戈•塞萬提斯、加西亞•洛佩斯、亞歷山大•茲維列夫、馬塞爾•格拉諾勒斯和八強賽擊敗老對手大衛 戈芬，最後在半決賽不敵當時世界排名第1的喬科維奇。此戰後，蒂姆登上他職業生涯世界排名新高——世界排名前10，位列第7。時為2016年6月6日。
6月上旬，蒂姆以3號種子身份出賽德國斯圖格特的梅賽德斯杯網球賽2016 MercedesCup，第二圈戰勝山姆•格羅斯。進入蒂姆職業生涯草地賽之旅首個半決賽，途中失一盤反勝米哈伊爾•尤日尼。半決賽中蒂姆成功連續挽回2個賽點，並成功錄得第二次戰勝該賽頭號種子羅傑•費德勒。決賽中，經過2天賽事不失一盤戰勝菲力浦•科爾施賴伯，從而贏得他職業生涯的首個草地賽冠軍頭銜。這次勝利，令蒂姆成為公開賽歷史（自1968年5月起-）第9個時下選手和第29個歷屆選手同年在3種不同類型場地賽均曾獲得冠軍頭銜之選手。
梅賽德斯杯網球賽後,蒂姆轉戰德國漢堡加里韋伯公開賽（Gerry Weber Open），他不失一盤擊退喬奧•索薩、泰穆拉茲•加巴什維利和菲力浦•科爾施賴伯。半決賽中，不敵在決賽中擊敗亞歷山大•茲維列夫的弗洛裡安•邁爾。
隨後溫布頓賽事，第一圈出人意料地在短時間內蒂姆再遇弗洛裡安•邁爾，這次蒂姆一盤不丟降服弗洛裡安•邁爾。可惜第二圈不敵吉力•維斯利。
奧地利基斯布赫公開賽（Austrian Open Kitzbühel）中，蒂姆第二圈不敵於爾根•麥紮爾。[19]接著的Rogers Cup他與凱文•安德森交手，戰至第5 局，蒂姆因傷不得不遺憾退賽。
美國公開賽，蒂姆第一圈5盤擊退約翰•米爾蒙後，輕取裡查達斯•貝蘭基斯進入第三圈。接著，蒂姆擊敗巴勃羅•卡雷尼奧-巴斯達進入第四圈。可惜受右腿傷患困擾被迫遺憾退賽。
美國公開賽後，蒂姆在法國梅茲站摩澤爾公開賽成功進入決賽，可惜最終不敵初獲ATP冠軍的盧卡斯•普耶，獲得亞軍。隨後的亞洲之旅，在中國公開賽第一圈蒂姆直落三盤不敵亞歷山大•茲維列夫。接著蒂姆出戰巴黎舉行的BNP Paribas Masters賽，這次被復蘇的美國人傑克•索克重擊。然而，通過這次賽事，蒂姆獲得參加ATP年終賽（ATP Finals）資格，讓他該年繼續保持仍有奪冠之機會。此刻，蒂姆該年的上一個冠軍在6月初獲得。儘管如此，蒂姆最終仍然獲得年終賽入場券。他與加埃爾•孟菲爾斯對賽取得勝利，可惜在淘汰賽中出局。總結2016年，蒂姆世界排名仍高居第8位，雖比他最高排名微退1位。該年蒂姆穩居世界前十，這是對於他一年來的付出的汗水辛勞、卓越的表現最能量化的給力呈現。
 

### 2017年
2017年初戰澳大利亞布里斯班國際賽（Brisbane International），包括單打和雙打。他的雙打拍檔為錦織圭。蒂姆單打戰勝山姆•格羅斯一直殺入八強賽，可惜不敵該賽冠軍得主格裡戈爾•迪米特洛夫。之後，蒂姆以頭號種子身份參賽澳大利亞亞庇悉尼國際賽（Apia International Sydney），第二圈擊敗蓋斯托•埃利亞斯，但八強賽中不敵最後進入決賽的丹尼爾•埃文斯。
澳大利亞公開賽，蒂姆連續痛擊楊-萊納德•史卓夫、喬丹•湯普森和伯諾瓦•帕爾雷進入第四圈，可惜一如2016年又一次不敵大衛·戈芬。本戰蒂姆的反手是致命傷共錄29次非受迫性失誤。
保加利亞索菲亞公開賽（Sofia Open），蒂姆再次以頭號種子身份對賽尼科洛茲•巴西拉什威利第二圈止步。之後，蒂姆以2號種子身分出賽荷蘭鹿特丹ABN AMRO世界網球錦標賽。這是他該年第一個ATP 500 賽事。在此，他成功擊退亞歷山大•茲維列夫 和 吉爾•西蒙後，於半決賽意外地不敵皮埃爾-雨果•赫伯特。
接著一周，蒂姆為2號種子出賽ATP 500賽里約公開賽（Rio Open）。這次，他成功進入他本年度第一個決賽，一路上殺退揚科•蒂普薩雷維奇、杜尚•拉約維奇、迪亞哥•斯巴斯蒂安•施瓦茨曼和阿爾伯特•拉莫斯進入決賽。決賽對手為巴勃羅•卡雷尼奧-巴斯達 ，蒂姆表現卓越成為該賽最終王者。這是蒂姆6月份以來的第一個冠軍。此為蒂姆第8個ATP世界巡迴賽冠軍頭銜，也為第6個泥地、第2 個ATP500賽稱王。
裡約勝利之後，蒂姆繼續轉戰墨西哥阿卡波可舉行的墨西哥公開賽（Mexican Open），這是他連續幾周之內第3個ATP500賽事。蒂姆為4號種子衛冕冠軍。蒂姆於首兩圈以不丟一盤的姿態分別擊敗法國人吉爾•西蒙 和阿德里安•曼納裡諾，但第三圈不敵最終獲得冠軍的薩姆•奎裡。
蒂姆參加美國印第安威爾斯巴黎銀行公開賽（BNP Paribas Open），這是該年他第一個大師1000賽事。蒂姆為8號種子，首三仗蒂姆輕鬆過關，一盤不丟分別擊敗熱雷米•夏爾迪、米沙•茲韋列夫和加埃爾•孟菲爾斯。半決賽蒂姆遇上斯坦·瓦林卡，輸掉最後一盤的搶七，無緣進入該年他首個大師1000賽的半決賽。
5月份在西班牙馬德里大師賽，蒂姆一路掃除障礙進入決賽，這是他第一次在大師1000賽對決納達爾。雖然輸了這場比賽，但是，表現出比在巴塞隆納公開賽有很大的進步。此仗後，蒂姆成為本周單打賽的第3名。
5月份義大利羅馬大師1000賽，蒂姆在八強賽成功擊敗納達爾，可惜半決賽不敵喬科維奇。
6月份法網，蒂姆不丟一盤擊退伯納德•托米奇、西莫內•博萊利、斯蒂夫•約翰遜、 奧拉西奧•澤巴羅斯和衛冕者喬科維奇。最後在半決賽不敵本屆冠軍納達爾。蒂姆戰勝喬科維奇，意味著他成功地至少戰勝過一次時下的「網壇四大巨頭」Big 4 (喬科維奇、納達爾、費德勒和安迪·莫瑞)。此為新生代第一人。蒂姆球場上的出色表現繼續吸引世界球迷的眼球及刮目相看。
草地賽季開始之初兩場比賽，蒂姆表現未如理想，在德國哈雷的加里韋伯公開賽Halle Open第二圈不敵羅賓•哈塞。[21]在土耳其的安塔利亞公開賽不敵世界排名222的外卡選手 拉古马尔·拉马纳坦[22]。這次對蒂姆來說是一個重擊，也敲起了警鐘，讓他更深刻地檢討及更周詳地籌畫餘下愛的草地賽事。
6月份溫布頓公開賽，蒂姆為8號種子，他表現出色，其賽場上頑強的拼搏精神和卓越的球技，再一次征服各國球迷的心。並且不斷取得自我突破，在前三輪分別擊敗了西蒙、波斯皮希爾和多納德森，其中，賽事進行第6日第三圈與多納德森對賽第一局，蒂姆底線-網前-底線-網前奮力來回廝殺，最後從底線迅速移動到網前一個果斷高壓球，殺個對手措手不及，讓其望球興歎。此幕征服所有球迷的心，並獲得全場球迷熱烈持久不息的掌聲。2017溫布頓，蒂姆創造了個人在溫網最佳戰績，首次進入第二周第四圈。
7-8月份 ATP 500美國華盛頓公開賽，蒂姆被列為頭號種子，第三圈對賽南非人凱文•安達臣。在裁判幾個誤判，包括蒂姆主動叫停、指出裁判誤判界內球并要求對手鷹眼挑戰，但對手為不浪費最後一次挑戰機會而放棄挑戰此誤判，蒂姆主動送出1分對手的情況下，最後，蒂姆苦吞此仗敗局。
8月7日至13日，ATP世界巡迴賽大師1000賽羅傑斯杯，蒂姆被列為號種子。首輪輪空，次輪對賽阿根廷人施瓦茲曼，惜錯失4個賽點，4-6/7-6(7)/5-7爆冷不敵出局。
8月13日至20日，蒂姆被列3號種子出戰美國辛辛那提ATP大師賽1000。第二輪對賽義大利人法比奧•福尼尼，6-3/6-2輕取。第三輪對賽法國人阿德里安•曼納裡諾，7-6（4）/7-6（3），順利過關。第四輪迎戰西班牙人大衛•費瑞爾，惜4-6/4-6不敵。
2017年8月28-9月11日，年度四大滿貫最後一站——2017年美國網球公開賽。蒂姆被列6號種子，標籤上半區。進入正賽第三個比賽日的較量，由於昨日下雨，導致比賽大量積壓，在男單首輪補賽中，德爾波特羅6-4/7-6(3)/7-6(5)艱難地戰勝拉克索內，伯蒂奇6-4/6-2/7-6成功淘汰哈里森，蒂姆補賽成功擊退澳大利亞人阿萊克斯•德•米瑙爾6-4/6-1/6-1順利過關。第二輪，蒂姆迎戰美國人泰勒•哈利•弗裡茨，6-4/6-3/4-6/7-5順利闖32強。第三圈對賽法國人阿德里安•曼納裡諾，7-5/6-3/6-4輕取進入16強。16強迎戰阿根廷人德爾波特羅，頭兩盤對手身體出現不惜，蒂姆輕易拿下頭兩盤，可惜第3盤對手藥力起作用開始恢復體力，及觀眾的他推波助瀾下，對手一反第一盤弱勢，最終蒂姆慘吞此次敗仗。1-6/2-6/6-1/7-6（1）/6-4。
本戰後，蒂姆成為2017年四大滿貫均能進入16強兩人之一，同時，蒂姆也為2017年25歲或以下新生代在四大滿貫中成績最佳表現最好，而且均而進第四圈的唯一選手。1個四強（法網），3個16強（澳網、溫布頓及美國公開賽）。

### 2018年
2018年紅土賽季，蒂姆在阿根廷公開賽和里昂封王，將自己的紅土賽事冠軍累積到8座，單打冠軍也終於推進到雙位數。雖然在蒙地卡羅8強賽被納達爾撞飛，蒂姆在馬德里大師賽8強直落2復仇成功，連續第3年都有擊敗納達爾的紀錄，不過在決賽不敵Alexander Zverev。
2018年法網，蒂姆連續3年邁入四強，並讓Marco Cecchinato的驚奇之旅畫下句點，只是在與納達爾的第十次對決中，完全無法突破蠻牛防線，直落三落敗，不過也收下生涯首座大滿貫亞軍獎盤。

### 2019年：大师赛冠军，大满贯决赛，ATP总决赛亚军
在三月的印第安泉大師賽決賽，蒂姆以3-6/6-3/7-5的比數逆轉擊敗了費德勒，獲得首座1000大師賽男單冠軍，世界排名重回第四位。
2019年紅土賽季，蒂姆完成了先後擊敗三巨頭的驚人紀錄：巴塞隆納公開賽奪冠，過程中更創下連續第4年都打敗納達爾的紀錄；馬德里大師賽8強打敗連續3年跳過紅土戰場的費德勒；法網準決賽打滿5盤，打打停停的狀況下戰勝喬科維奇。連續第2年與納達爾爭奪火槍手盃時，蒂姆在第2盤收下了生涯在法網對決納達爾的第1盤，但之後2盤表現不盡理想，再度屈居亞軍。
中国网球公开赛决赛中，蒂姆击败了西西帕斯，赢得了他在亚洲的第一个冠军。10月维也纳公开赛决赛，蒂姆以3-6/6-4/6-3逆转击败施瓦茨曼，斩获2019年第五冠、职业生涯第16冠，也成为2010年的梅尔泽后第一位在这项赛事夺冠的本土选手。凭借此冠，蒂姆以5冠领跑2019年ATP选手冠军数量榜(与德约科维奇并列第一)。

### 2020年：第一个大满贯——美国公开赛冠军和排名前3
蒂姆在首届ATP杯比赛中开始了2020赛季，他所在的奥地利队于小组赛中淘汰。 蒂姆参加了三场比赛，击败了迭戈·施瓦茨曼，但输给了博尔纳·索里奇和休伯特·赫尔卡茨。
作为澳网公开赛的五号种子，蒂姆三盘直得击败阿德里安·曼纳里诺，五盘赢下外卡选手亚历克斯·博尔特，四盘击败赛会二十九号种子泰勒·弗里茨。 然后，他击败了10号种子盖尔·蒙菲尔斯，首次进入了澳网四分之一决赛（八强）。之后他四盘中赢得三盘抢七决胜局击败2019年年终世界第一的纳达尔，进入半决赛。然后，他四盘击败了7号种子亚历山大·兹维列夫，首次在硬地大满贯赛事上闯入决赛。在决赛中，蒂姆五盘输给卫冕冠军诺瓦克·德约科维奇。
2020年美國網球公開賽蒂姆擊敗亞歷山大·茲韋列夫成為美網冠軍，突破14年來大滿貫由三天王統治的局面，成為6年來首個新科冠軍，也是第一個1990年後出生的男子單打大滿貫冠軍。
蒂姆连续第二年打进ATP年终总决赛的决赛，但均屈居亚军，分别负于斯特凡诺斯·西西帕斯（2019年）和丹尼尔·梅德韦杰夫（2020年）。经过突破性的一年并赢得了他的第一个大满贯，蒂姆被授予奥地利年度运动员奖，该奖在彩票体育援助晚会上颁发。

### 2021年-2023年：手腕受伤，ATP排名跌出300，回归前100徘徊
蒂姆在法網的第一輪對亞歷杭德羅·達維多維奇·佛基拿出局。3年来，蒂姆成绩低迷，但凭借曾经获得美网冠军等成绩，蒂姆获得许多赛事发的外卡而参赛。2023年4月，蒂姆宣布他与教练尼古拉斯·马苏共同决定结束球员与教练的关系。

## 大满贯

### 男單冠軍（1）
| 年度 | 賽事       | 場地 | 決賽對手 | 對手國籍 | 敗方比分                 |
| 2020 | 美國公開賽 | 硬地 | 茲韋列夫 | 德國     | 6–2、6–4、4–6、3–6、66–7 |

### 男單亞軍（3）
| 年度 | 賽事           | 場地 | 決賽對手   | 對手國籍 | 勝方比分                |
| 2018 | 法國公開賽     | 紅土 | 纳达尔     | 西班牙   | 6–4、6–4、6–2           |
| 2019 | 法國公開賽 (2) | 紅土 | 纳达尔     | 西班牙   | 6–3、5–7、6–1、6–1      |
| 2020 | 澳洲公開賽     | 硬地 | 德约科维奇 | 塞尔维亚 | 6-4、4-6、2-6、6-3、6-4 |

## 職業生涯戰績

### 大滿貫戰績
| 賽事             | 2014年 | 2015年 | 2016年 | 2017年 | 2018年 | 2019年 | 2020年 | 2021年 | 勝-負 |
| ---------------- | ------ | ------ | ------ | ------ | ------ | ------ | ------ | ------ | ----- |
| 澳洲網球公開賽   | 第二輪 | 第一輪 | 第三輪 | 第四輪 | 第四輪 | 第二輪 | 決賽   | 第四輪 | 19–8  |
| 法國網球公開賽   | 第二輪 | 第二輪 | 四強   | 四強   | 決賽   | 決賽   | 八強   | 第一輪 | 28–8  |
| 溫布頓網球錦標賽 | 第一輪 | 第二輪 | 第二輪 | 第四輪 | 第一輪 | 第一輪 | 未舉辦 | 缺席   | 5–6   |
| 美国网球公开赛   | 第四輪 | 第三輪 | 第四輪 | 第四輪 | 八強   | 第一輪 | 冠軍   | 缺席   | 22-6  |

### 單打冠軍記錄（16）
| 年度   | 賽事               | 比賽地點             | 場地     | 對手                       | 對手國籍籍 | 勝方比分      |
| ------ | ------------------ | -------------------- | -------- | -------------------------- | ---------- | ------------- |
| 2015年 | 尼斯公開赛         | 法國，尼斯           | 室外紅土 | 萊昂納多•梅耶爾            | 阿根廷     | 6-78 7-5 7-6  |
| 2015年 | 烏瑪格公開賽       | 克羅埃西亞，烏瑪格   | 室外紅土 | 若奧•索薩                  | 葡萄牙     | 6-4 6-1       |
| 2015年 | 格斯塔德公開賽     | 瑞士，格斯塔德       | 室外紅土 | 大衛•戈芬                  | 比利時     | 7-5 6-2       |
| 2016年 | 阿根廷公開賽       | 阿根廷，布宜諾賽勒斯 | 室外紅土 | 尼古拉斯•阿爾瑪格羅        | 西班牙     | 7-62 3-6 7-64 |
| 2016年 | 墨西哥公開賽       | 墨西哥，阿卡普爾科   | 室外硬地 | 伯納德•托米奇              | 澳大利亚   | 7-66 4-6 6-3  |
| 2016年 | 尼斯公開賽         | 法國，尼斯           | 室外紅土 | 亞歷山大•茲維列夫          | 德國       | 6-4 3-6 6-0   |
| 2016年 | 斯圖加特公開賽     | 德國，斯圖加特       | 室外草地 | 菲力浦•科赫爾斯奇雷伯      | 德國       | 6-72 6-4 6-4  |
| 2017年 | 里約熱內盧公開賽   | 巴西，里約熱內盧     | 室外紅土 | 帕布洛•卡雷尼奧•布斯塔     | 西班牙     | 7-5 6-4       |
| 2018年 | 阿根廷公開賽       | 阿根廷，布宜諾賽勒斯 | 室外紅土 | 阿尔亚·贝德尼              | 斯洛文尼亚 | 6-2 6-4       |
| 2018年 | 里昂公开赛         | 法国，里昂           | 室外红土 | 吉勒·西蒙                  | 法国       | 3-6 7-6 6-1   |
| 2018年 | 圣彼得堡公开赛     | 俄罗斯，圣彼德堡     | 室内硬地 | 马丁·克里赞                | 斯洛伐克   | 6-3 6-1       |
| 2019年 | 印第安维尔斯大师赛 | 美国，印第安维尔斯   | 室外硬地 | 罗杰·费德勒                | 瑞士       | 3-6 6-3 7-5   |
| 2019年 | 巴塞罗那网球公开赛 | 西班牙，巴塞罗那     | 室外红土 | 丹尼尔·梅德维杰夫          | 俄罗斯     | 6-4 6-0       |
| 2019年 | 基茨比厄尔公开赛   | 奥地利，基茨比厄尔   | 室外红土 | 阿尔伯特·拉莫斯            | 西班牙     | 7-6 6-1       |
| 2019年 | 中国网球公开赛     | 中国，北京           | 室外硬地 | 斯特法诺斯·西西帕斯        | 希腊       | 3-6 6-4 6-1   |
| 2019年 | 维也纳公开赛       | 奥地利，维也纳       | 室内硬地 | 迪亞哥·塞巴斯蒂安·施瓦茲曼 | 阿根廷     | 3-6 6-4 6-3   |

### 單打亞軍記錄（5）
| 年度 | 賽事           | 比賽地點           | 場地     | 對手                  | 對手國籍 | 勝方比分      |
| ---- | -------------- | ------------------ | -------- | --------------------- | -------- | ------------- |
| 2014 | 茨比厄爾公開賽 | 奧地利，基茨比厄爾 | 室外紅土 | 大衛•戈芬             | 比利時   | 4-6 6-1 6-3   |
| 2016 | 慕尼克公開賽   | 德國，慕尼克       | 室外紅土 | 菲力浦•科赫爾斯奇雷伯 | 德國     | 7-67 4-6 7-64 |
| 2016 | 梅茲公開賽     | 德法國，梅茲       | 室內硬地 | 卢卡斯•普伊           | 法國     | 7-65 6-2      |
| 2017 | 巴賽隆納公開賽 | 西班牙，巴賽隆納   | 室外紅土 | 拉斐爾•納達爾         | 西班牙   | 6-4 6-1       |
| 2017 | 馬德里大師賽   | 西班牙，馬德里     | 室外紅土 | 拉斐爾•納達爾         | 西班牙   | 7-68 6-4      |

## 外部連結
- 多米尼克·蒂姆（英文/西班牙文）的官方資料
- 多米尼克·蒂姆的國際網球總會 職業／青少年 官方資料（英文）
- 多米尼克·蒂姆的官方資料（英文）